# Sawdà bint Zama
Sawda bint Zama ibn Qays ibn Abd-Xams (en àrab سودة بنت زمعة, Sawda bt. Zamʿa) (m. a Medina, setembre/octubre de 674) fou la segona esposa del profeta Mahoma i una de les primeres persones a convertir-se a l'islam; era de la tribu quraixita pel costat del pare. El matrimoni fou concertat per tal de consolar Mahoma per la pèrdua de Khadija, només un mes després de la mort d'aquesta (619). No se sap del cert si primer es va concertar el seu matrimoni o el d'Àïxa, però Sawda va viure per un temps sola amb Mahoma, ja que Àïxa era massa jove per consumar el matrimoni. La tradició diu que tenia uns 50 anys, però si la data de la seva mort és correcte, la seva edat probablement era d'uns 30 anys. Mahoma l'hauria volgut repudiar el 629, però ella el va dissuadir (Alcorà IV, 127), tot consentint que Mahoma limités el sexe amb Àïxa, ja que ella era ja gran i no volia homes, i el seu únic desig era morir com a esposa del Profeta.